# Ozero Zadritjenskoje
Ozero Zadritjenskoje (ryska: Озеро Задриченское) är en sjö i Belarus.   Den ligger i voblasten Vitsebsks voblast, i den norra delen av landet, 270 km nordost om huvudstaden Minsk. Ozero Zadritjenskoje ligger 153 meter över havet. Arean är 0,62 kvadratkilometer. Den sträcker sig 1,7 kilometer i nord-sydlig riktning, och 1,1 kilometer i öst-västlig riktning.
I omgivningarna runt Ozero Zadritjenskoje växer i huvudsak blandskog. Runt Ozero Zadritjenskoje är det glesbefolkat, med 10 invånare per kvadratkilometer.